# Dianella carolinensis
Dianella carolinensis là một loài thực vật có hoa trong họ Thích diệp thụ. Loài này được Lauterb. miêu tả khoa học đầu tiên năm 1913.